# Mačeta

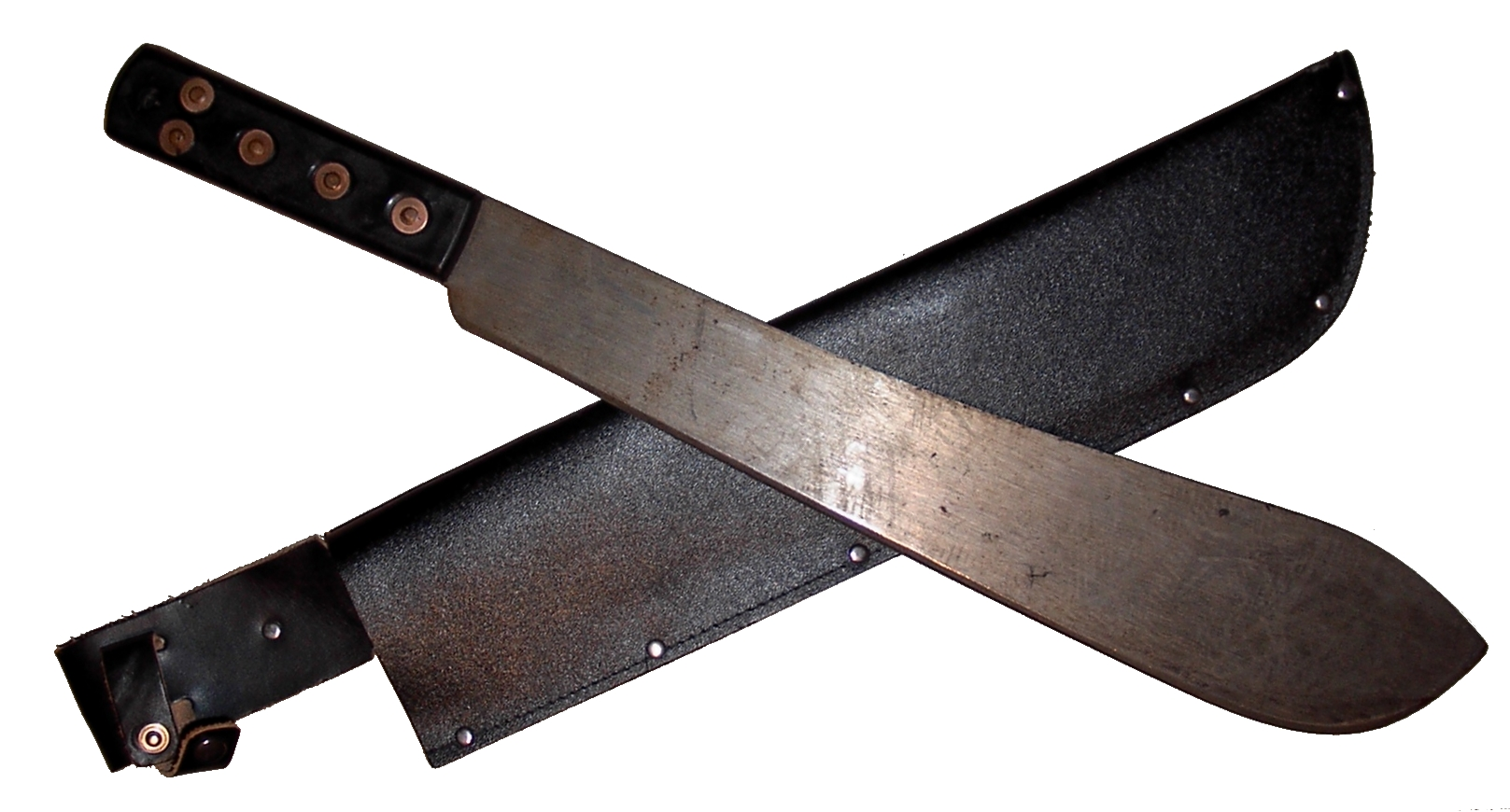
Mačety

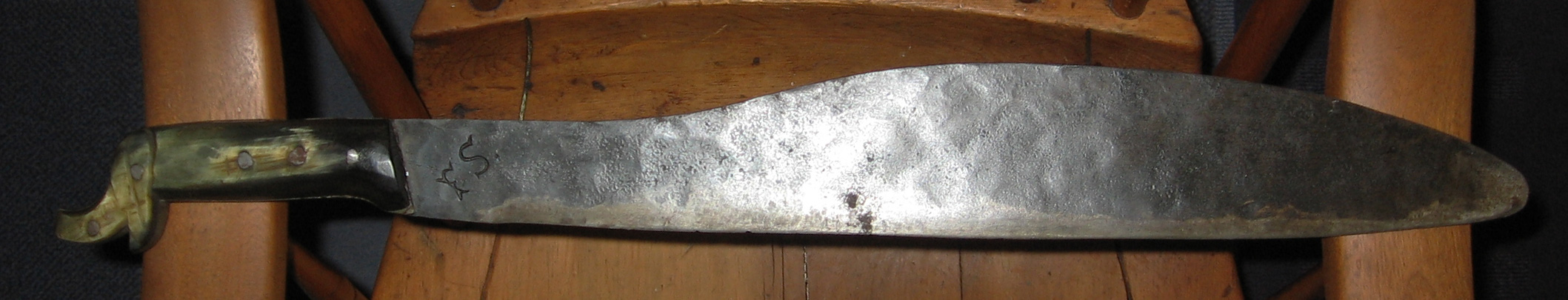
Mexická mačeta, z Acapulca, 1970. Ručně kovaná čepel (viditelné stopy), držadlo z rohoviny, broušená majitelem. Viditelné známky rzi.

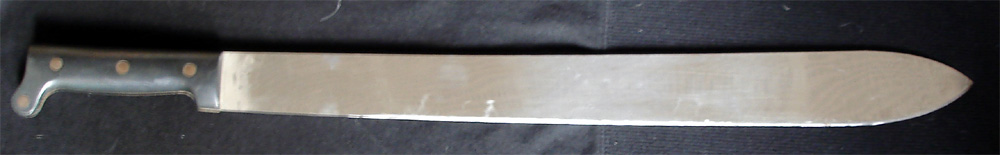
Mačeta z Latinské Ameriky

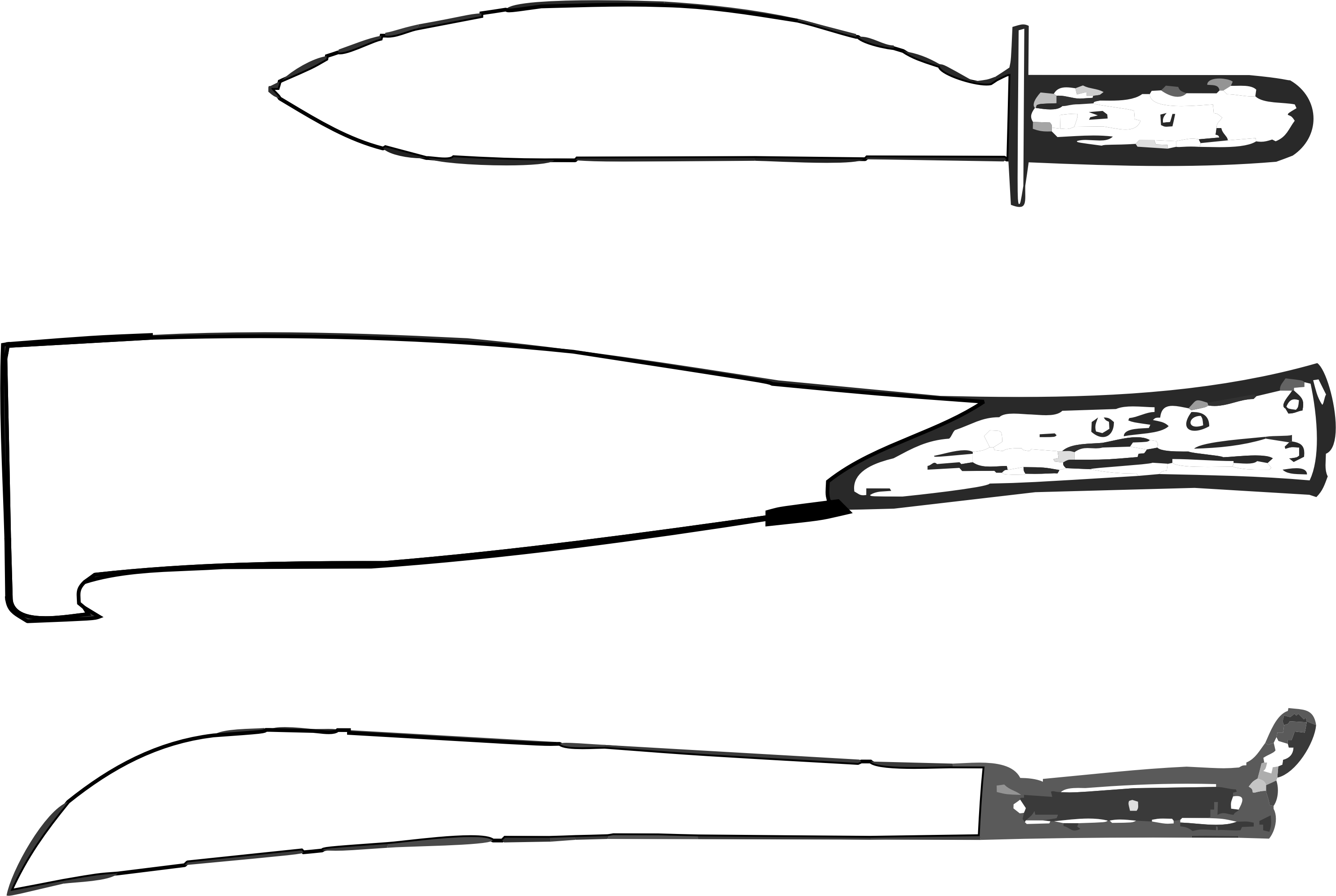
Různé tvary mačety

Mačeta je druh primitivní sečné zbraně, která má typicky zahnuté ostří a délku okolo 50 až 60 cm. Nejčastěji je tvořena z kvalitního kovu a ve spodní části je opatřena dřevěným držadlem umožňující provádění rychlých sečných pohybů. Základní použití je v zemědělství, kde se používá pro odstraňování částí rostlin jedním seknutím, k čemuž je tvarově přizpůsobena. Využívá se i pro urychlení pohybu v zarostlém terénu, kdy se s její pomocí prosekává cesta.
V některých případech se mačeta stala důležitou zbraní a to převážně v zemích Afriky, kde se využívá v kmenových válkách jako snadno dostupná a levná zbraň. Byla velmi využívána například v občanské válce ve Rwandě.
Mačeta spolu s ozubeným kolem a hvězdou je součástí státního znaku a vlajky Angoly jako symbol dělnictva.
Mezi nástroje podobné mačetám patří například parang a golok (používané v Malajsii a Indonésii), nepálské kukri, jihoamerické bolo či ze starověku známá iberská falcata či řecká makhaira.